# 萊克肖爾 (明尼蘇達州)
萊克肖爾（英語：Lake Shore）是一個位於美國明尼蘇達州卡斯縣的城市。

## 人口
根據2020年美國人口普查的數據，萊克肖爾的面積為41.44平方千米，當中陸地面積為32.85平方千米，而水域面積為8.59平方千米。當地共有人口1056人，而人口密度為每平方千米25人。